# Хрупища
Хру̀пища (произнасяно в местния говор Ру̀пишча, на гръцки: Άργος Ορεστικό, Аргос Орестико, катаревуса: Άργος Ορεστικόν, Аргос Орестикон, до 1926 година Χρούπιστα, Хруписта, на арумънски: Hrupisti, Хрупищи, на румънски: Hrupistea, Hrupişta, Хрупищя, на албански: Rupishti или Hurupishti) е град в югозападната част на Егейска Македония, Гърция. Градът е център на дем Хрупища в административната област Западна Македония.

## География
Градът е разположен в Костурската котловина на река Бистрица (Алиакмонас) на 12 километра южно от град Костур по главния път за Гревена, на надморска височина от 650 m. Край Хрупища е разположено летището „Аристотелис“, а на южния му изход е разположен старият каменен Хрупищки мост. Махалите на градчето са Пачура (Пачавура
), Кадруш, Тепе мале (Калитеа) и Дере мале (Родяни). В южната част е новата Долна махала (Като махалас).

## История

### Античност
На 1 km сезерозападно от Хрупища са развалините на античния град Диоклецианопол.

### В Османската империя
В XVII век турският писател Хаджи Калфа (Кятиб Челеби) пише в своето описание на Румелия и Босна за града:
| „ | Хорпища, на брега на Костурското езеро, 2 часа далече от Кесрие. Наблизо се намират Кесрие, Билища, Наслидж. Жителите са българи. | “ |

#### Гръцко просветно дело
Гръцко училище в Хрупища се появява през 40-те години на XIX век, отворено с помощта на застъпничеството на лекаря Константинос Руфос пред османските власти. Училището осигурява елементарна грамотност, а в 1860 година отваря врати и девическо. През юли 1872 година е завършена нова училищна сграда, като през учебната 1872/73 година в мъжкото училище са записани 120 ученици, а в женското - 60 ученички. До 1880 година методът на преподаване е взаимоучителен, заменен в тази година от преподаване в смесени класове. В 1907 година е построена модерна училищна сграда.

#### Българско просветно дело
В 1883 година, българската партия в града, начело с Димитър Сикавичовски и Кирязо Сикавичовски, Янко Кръстев, братя Типо и Христо Янакиеви, Яни Драшков и Никола Шкоев, успява да открие в Хрупища българско училище „Св. св. Козма и Дамян“ („Свети Врач“). В него в учебната 1883 – 1884 година дълги години преподава училият в Одрин Апостол Калоянов от Загоричани, който обаче в 1885 година заедно с други български учители в Костурско (Търпо Поповски, Григорий Бейдов, Кузман Шапарданов, Константин Дамянов) е вкаран в затвора и училището е затворено. В 1895 – 1896 година учителка в Хрупища е Ангелина Бонева. В 1898 – 1899 година главен български учител в Хрупища е Васил Шанов.
В 1905 година в града е открит български параклис и архиерейско наместничество на Българската екзархия, като архиерейски наместници са Григорий Лазаров до 1912 година и Атанас Шишков.

#### Турско и румънско просветно дело
„...отпѫтувахме къмъ Хрупища и стигнахме тамъ за 1 1/2 часъ. Тукъ населението, както и по околнитѣ села, не е погърчено. Това село брои 1000 аромѫне (повечето отъ тѣхъ произлизатъ отъ Грамости), 800 българе и 1000 мухамедане безъ гарнизона, който брои 600 души. Христианското население е съ гръцки духъ. Гръцкото училище има читире учители и една учителка, а романското — единъ учитель съ 30 ученика; толкозъ има и българското училище.
Азъ живѣехъ при аромѫнския учитель и той ме запозна съ тамошнитѣ отношения. Аромѫнетѣ сѫ събрали една сума и искатъ да си съградятъ черква, за което сѫ получили ферманъ отъ правителството, но нѣкои албански бейове не позволявали да се съгражда, а искатъ 80 лири бакшишъ, че тогазъ да се подкачи строението и, въ противенъ случай заплашвали водителитѣ, че ще ги застрелятъ. Между това, съобщено ми е, че черквата е съградена, като сѫ били примахнати прѣчкитѣ, а сѫщо и онѣзи отъ страна на костурския владика.“
До изселването на турците в 1924 година, в града действат и две турски училища, прикрепени към джамии.
В 1881 година в града е открито румънско училище за прорумънски настроените власи грамощени. Учителите в румънското училище са издържани от румънския комитет и идват от Румъномакедонското училище „Свети Апостоли“ в Букурещ. Училището съобразно междуправителствено споразумение, подписано през 1913 година между Гърция и Румъния, продължава да действа до обявяването на Итало-гръцката война през 1940 година.

#### Хрупища в началото на XX век
В края на XIX век Хрупища е център на нахия в Костурска каза и има силно смесено население. Според статистиката на Васил Кънчов („Македония. Етнография и статистика“) в 1900 Хрупища има 2690 жители, от които 1100 българи, 700 турци, 720 власи и 170 цигани.
На Етнографската карта на Битолския вилает на Картографския институт в София от 1901 година Хрупища е смесено българо-влашко-турско градче в Костурската каза на Корчанския санджак с 652 къщи.
По данни на секретаря на Българската екзархия Димитър Мишев („La Macédoine et sa Population Chrétienne“) в 1905 година в Хрупища има 560 българи екзархисти и 1616 българи патриаршисти, както и 100 гърци, 960 власи и 60 цигани, а в паланката функционират българско и гръцко училище. Според Георги Константинов Бистрицки Хрупица преди Балканската война има 30 български, 200 турски, 20 гръцки и 100 куцовлашки къщи.
Гръцки статистики от 1905 година показват Хрупища като градец с 2180 жители, от които 650 гърци, 300 българи, 1200 турци и 30 власи. Според свещеник Златко Каратанасов от Бобища Хрупища има 700 – 800 къщи български и цинцарски.
В „Етнография на Македония“, издадена в 1924 година, Густав Вайганд описва Хрупища като смесено българо-гъркоманско селище на българо-гръцката езикова граница:
| „ | Котловината на Кастория е българска, но самата Кастория както и Маврово са гръцки, респективно гърцизирани, в Хрупища гръцката партия е наистина много силна, но не може да става дума за гърцизиране. | “ |

При избухването на Балканската война 14 души от Хрупища се включват в Македоно-одринското опълчение.

### В Гърция
В 1912 година по време на войната в градчето влизат гръцки войски и след Междусъюзническата война в 1913 година Хрупища остава в Гърция. По време на Първата световна война шестима хрупищани са доброволци в Партизанската рота, командвана от поручик Никола Лефтеров.
В периода 1914 и 1919 шест, а след 1919 година девет души се изселват по официален път в България. Боривое Милоевич пише в 1921 година („Южна Македония“), че Рупище (Рупиште) има 270 къщи славяни християни, 180 къщи власи християни, 50 къщи погърчени славяни и власи и гърци и 250 къщи турци.
В 1924 година турското население на града е изселено и в него са настанени гърци бежанци от Мала Азия, които в 1928 година са 863 души или според други данни 214 семейства с 852 души. Някои хрупищани се заселват в село Бошинос (Каламонас), Драмско.
В 1925 година, след изселването на мюсюлманското население, започва преустройството на Джумая джамия в църквата „Света Петка“, осветена в 1931 година.
В 1926 градчето е прекръстено на Аргос Орестикон, по името на едноименния античен град, който още не е локализиран.
В същата 1926 година владиката Йоаким Костурски нарежда изцяло да бъде съборен бившият български параклис „Свети Врач“. Параклисът след отнемането му от българската община е превърнат в обор за коне, но местните българи продължават да го посещават и да се молят там и затова владиката нарежда пълното му разрушаване. В сградата на бившето българско училище са настанени гърци бежанци.
По време на Втората световна война в Хрупища има подразделение на Централния македонобългарски комитет и две подразделения на българската паравоенна организация Охрана – общо 180 души начело с Паскал Добролитски от село Добролища. След 1945 за участие в Охрана в Хрупища са арестувани над 200 души.
След Гражданската война до Хрупища е основано селището Каслас, което в 1961 година има 575 жители. На следната година то е преименувано на Стадион, а в 1971 година е слято с града. По същия начин е основано и селището Аеродромио, което в 1961 година има 152 жители, но по-късно е присъединено към града.
В северната част на града има археологически музей.
| Име       | Име          | Ново име  | Ново име  |
| --------- | ------------ | --------- | --------- |
| Парницани | Παρνίτσανι   | Просилио  | Προσήλιο  |
| Борвояни  | Μπορβόγιαννη | Криовриси | Κρυόβρυση |
| Горица    | Γκορίτσα     | Маврохома | Μαυρόχωμα |

| Година    | 1913 | 1920 | 1928 | 1940 | 1951 | 1961 | 1971 | 1981 | 1991 | 2001 | 2011 | 2021 |
| --------- | ---- | ---- | ---- | ---- | ---- | ---- | ---- | ---- | ---- | ---- | ---- | ---- |
| Население | 2948 | 3603 | 3605 | 4215 | 4196 | 5104 | 5147 | 5979 | 6653 | 7558 | 7473 | 7237 |

## Личности
В XIX и началото на XX век Хрупища е със силно смесено население – българи, власи, турци, цигани и гъркомани.